# جوطة

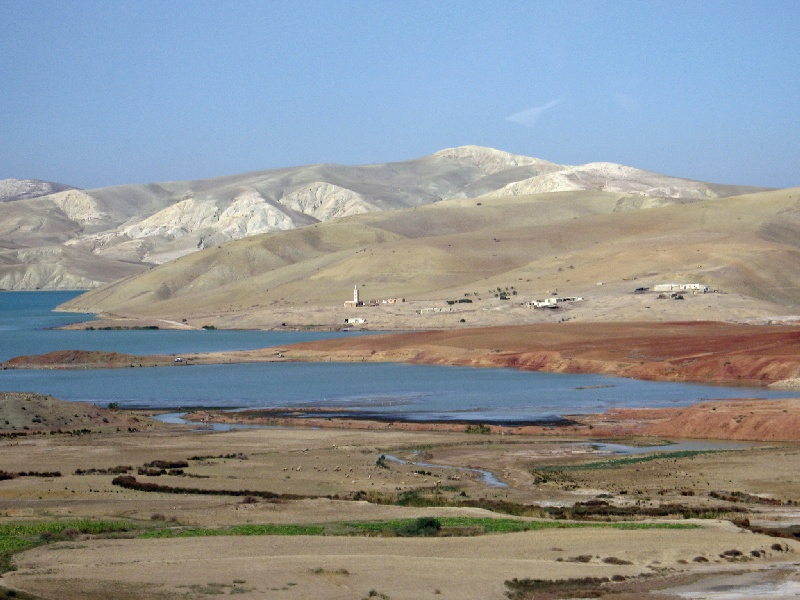
جانب من نهر سبو، حيث تأسست قرية جوطة

جوطة قرية تاريخية كانت على نهر سبو تعتبر من القرى الكبرى للأدارسة في سهل الغرب بالمغرب الأقصى. خربت زمن الحروب التي وقعت بداية تأسييس دولة بني مرين. كانت ميناءً هاماً يتوفر على دار لبناء السفن، كان يربط المنطقة بأعالي البحار عبر نهر سبو، ويذكر المؤرخين أنه ادركها الخراب بسبب الحرب وفيضان النهر. وتنطق جوطة بجيم مضموم وواو مد وطاء مَفْتُوحَة وهاء تَأْنِيث.
التجأ إليها الأدارسة عند نكبتهم من فاس وزوال دولتهم على يد موسى بن أبي العافية، ولا تزال بعض أسرهم تحمل لقب الجوطي نسبة إلى الأمير يحيى بن القاسم الملقب بيحيى العدّام، الذي نزل بجوطة، واشتهر بالجهاد وبنو له بجوطة ضريح عند وفاته. وعند زوال دولة بني مرين بايع أهل فاس إدريسيا من أسرة الجوطي على حكم المغرب وهو محمد بن علي العمراني الجوطي.
وقع خراب جوطة بعد مقتل الأمير عبد الحق الأول قرب وادي سبو سنة 614هـ، فقام بنو مرين بالانتقام وتشريد عرب رياح الهلاليين أنصار الموحدين، وتسببت بعد ذلك فيضانات نهر سبو بمحو معالم وآثار جوطة، فانطمست معالمها واستعصى على المؤرخين تحديد موقعها. وعَمَّرَ تلك الأرض أولاد عمران من عرب الخلط.
ويرى البعض علاقة بين اسم هذه القرية «جوطة» وكلمة جوقة لأنها كانت سوقا كبرى يجتمع فيها أهل تلك النواحي ويتجوقون فهي «جوقة» ثم تحولت ل«جوطة» حتى صارت جوطية.